# ヴィッキー・ピーターソン
ヴィッキー・ピーターソン（Vicki Peterson、1958年1月11日 - ）は、アメリカ合衆国出身の女性シンガーソングライター、ギタリスト。バングルスのメンバー。

## 略歴
ヴィッキーは1958年に生まれ、小さい頃からギターを弾いていた。高校時代の1976年には既にバンド活動を始めている。
1981年、ヴィッキーはスザンナと新聞広告を通じて出会い、スザンナ、妹のデビーとバンドを始める。同年、シングル、『Getting Out of Hand』、1982年に、ミニアルバム『Bangles』を発表、「Want You」、「Mary Street」、「How Is the Air Up There?」にてリードボーカルをとっている。
1984年、ファースト・アルバム『気分はモノクローム(All Over the Place)』でメジャーデビュー、「あなたのすべて(All About You)」、テル・ミー(Tell Me)」、「ゆれるハート(Restless)」、「サイレント・トリートメント(Silent Treatment)」、「瞳をみつめて(More Than Meets the Eye)」でリードボーカルをとっている。
1985年、映画『グーニーズ』の挿入歌として「アイ・ガット・ナッシング(I Got Nothing)」。スザンナとリードボーカルもとっている。
1986年に発表されたセカンド・アルバム『シルバースクリーンの妖精(Different Light)』では、「シルバースクリーンの妖精(In a Different Light)」、「エジプシャン(Walk Like an Egyptian)」(ヴィッキー、マイケルとスザンナでパートを分けて歌っている)、「リターン・ポスト(Return Post)」、「恋に堕ちた天使(Angels Don't Fall In Love)」にてリードボーカルをとっている。
1988年にバングルスのサード・アルバム『エブリシング(Everything)』では、「Bell Jar」、「大空の彼方に(Watching the Sky)」、「Make A Play(Make a Play for Her Now)」、「Crash & Burn(Crash and Burn)」にてリードボーカルをとっている。
ヒットを飛ばしていたバングルスだったが、1989年にバンド活動を停止した。
ヴィッキーはバングルスとしての活動を休止している間、1992年に結成された「コンティネンタル・ドリフターズ(Continental Drifters)」に参加したりもしている。
1999年にバングルスが再結成し、2003年に『ドール・レヴォリューション(Doll Revolution)』を発表する。「スティーリング・ローズマリー(Stealing Rosemary)」、「ザ・レイン・ソング(The Rain Song)」、「シングル・バイ・チョイス(Single by Choice)」、「ミックスド・メッセージ(Mixed Messages)」にてヴィッキーがリードボーカルをとった。同年、ヴィッキーは、音楽家のジョン・カウシルと結婚する
2011年にはバングルスとして、『スイートハート・オブ・ザ・サン(Sweetheart Of The Sun)』も出している。
2017年にはAction Skullsとしても活動している。